# 에스타니슬라오 피게라스
에스타니슬라오 피게라스 이 데 모라가스(스페인어: Estanislao Figueras y de Moragas, 1819년 11월 13일 ~ 1882년 11월 11일)는 스페인의 정치인으로, 스페인 제1공화국 초대 대통령이었다. 피게라스는 바르셀로나에서 태어났다.
그는 이사벨라 2세가 물러난 1868년 연방민주공화당의 원수였다. 이후 그는 아마데오 1세가 퇴위당한 1873년 임시 대통령직을 맡기도 했다. 그는 프란세스크 피 이 마르갈로부터 대통령이 되는 데 성공했다,  1875년 왕정복고로 인해 정계에서 사퇴하였다. 1882년 마드리드에서 사망했다.

## 참고 문헌
- Columbia Encyclopedia, 6th ed.